# René Schurtenberger
René Schurtenberger (* 1966 in Basel) ist ein Schweizer Autor und Verleger.

## Leben und Wirken
René Schurtenberger ist Sohn von René sen. und Renate Schurtenberger. Er wuchs in Basel auf.
Nach der obligatorischen Schulzeit in Basel absolvierte er eine Ausbildung als uniformierter PTT-Angestellter und im Anschluss daran eine Lehre als Diplom-Kaufmann. Seit 1991 arbeitet er in unterschiedlichen Firmen im Bereich Einkauf.
Das Schreiben entdeckte er nach eigener Angabe schon sehr früh, hatte jedoch nie die dazu notwendige Geduld, eine Geschichte aufzuschreiben. Als er in den Jahren 2000 bis 2002 Kurse im kreativen Schreiben an der Volkshochschule besuchte, manifestierte sich die Idee zu seinem ersten Roman (Der Ketzer von Basel). Danach folgten bald Der Gardist von Basel, Das Interview und Der Druide von Basel. Die Mumie von Basel erschien 2022. Daneben ist der Autor mit vielen Kurzgeschichten in Anthologien vertreten. Seit Herbst 2019 ist er Dozent für kreatives Schreiben an der Volkshochschule und Seniorenuniversität Basel. Daneben gründete er mit Susanne Wittpennig 2021 den Verlag «Sure-Publishing». Im April 2024 übernahm er die Geschäftsleitung des IL-Verlages in Basel. Ausserdem ist er im Vorstand von Autillus aktiv (Kinder- und Jugendbuchschaffende der Schweiz).
René Schurtenberger lebt als freier Schriftsteller und Kaufmann in Ermensee LU. Er ist Mitglied der AdS (Autorinnen und Autoren der Schweiz) und des SBVV (Verband Schweizerischer Verleger und Buchhändler) und ProLitteris.

## Werke
- Der Ketzer von Basel. IL-Verlag, Basel 2012, ISBN 978-3-905955-43-9.
- Der Gardist von Basel. IL-Verlag, Basel 2012, ISBN 978-3-905955-47-7.
- Das Interview. IL-Verlag, Basel 2012, ISBN 978-3-905955-36-1.
- Der Druide von Basel. IL-Verlag, Basel 2013, ISBN 978-3-905955-48-4.
- Die Mumie von Basel. IL-Verlag, Basel 2021, ISBN 978-3-907237-36-6.
- Weihnachtsgeschichten/Quintenzirkel. IL-Verlag, Basel 2012, ISBN 978-3-905955-56-9.
- Weihnachtsgeschichten/Quintenzirkel. Doppel-CD mit Basler-Liedern und Weihnachtsgeschichten. IL-Verlag, Basel 2012, ISBN 978-3-905955-74-3.
- Der Weihnachtswunsch. IL-Verlag Basel 2013, ISBN 978-3-905955-91-0.
- Frido und Ludy. IL-Verlag Basel 2014, ISBN 978-3-906240-02-2.
- Unterwegs/Quintenzirkel. IL-Verlag, Basel 2015, ISBN 978-3-906240-28-2.
- Heimatbuch Baselland. Verlag Baselland, 2015, ISBN 978-3-85673-111-3.
- Erinnerungen eines Apfels/Quintenzirkel. IL-Verlag Basel, 2017, ISBN 978-3-906240-64-0.
- Wolkenbruch über Fehmarn, Sure-Publishing, 2023, ISBN 978-3-9525418-4-5
- 24 Weihnachtsgeschichten, Sure-Publishing, 2023, ISBN 978-3-9525418-5-2

## Auszeichnungen und Ehrungen
- 2013: Anerkennung für herausragende Leistungen im Bereich Kultur der Gemeinde Hölstein[9]